# Pomoćne povijesne znanosti
Pomoćne povijesne znanosti pomoćne su discipline povijesne znanosti.

## Povijest
Razvoj pomoćnih povijesnih znanosti počeo je u 17. stoljeću proučavanjima arheologije, diplomatike i paleografije. Tijekom 18. stoljeća upotrebljavao se pojam povijesne znanosti, a nakon toga povjesničarska pomagala. Suvremena znanost pomoćne povijesne znanosti naziva i dokumentarne znanosti.

## Klasifikacija
Pomoćne povijesne znanosti su:
- diplomatika
- paleografija
- epigrafika
- kronologija
- heraldika
- faleristika
- rodoslovlje (genealogija)
- sfragistika
- povijesna geografija
- metrologija
- numizmatika
- veksilologija
- onomastika
- egdotika